# Raphaël Mahaim

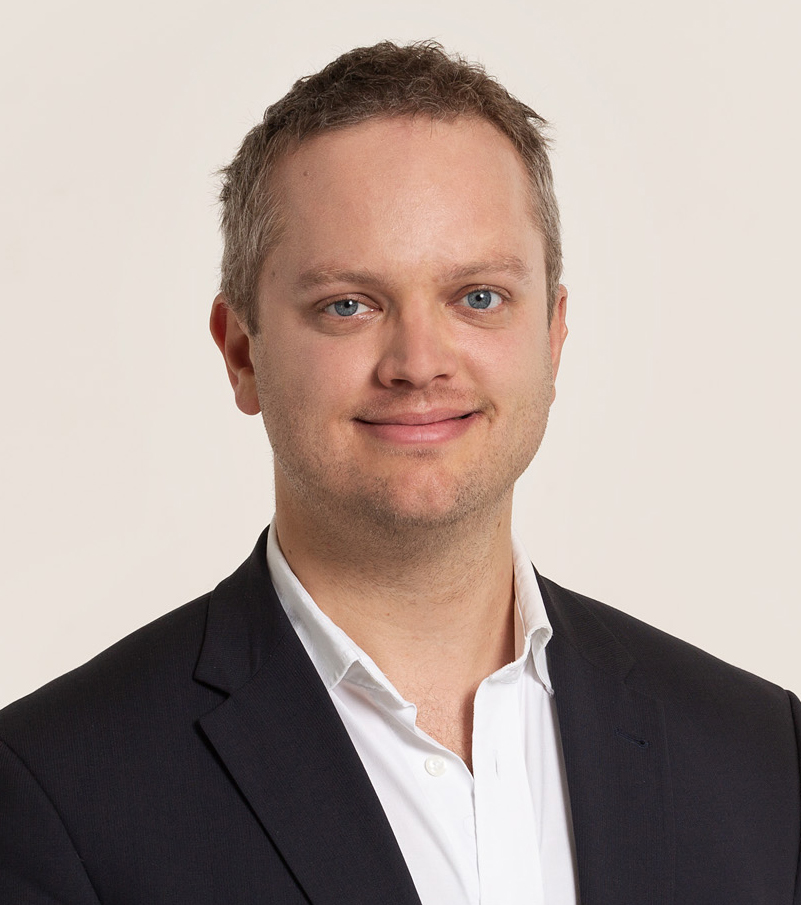
Raphaël Mahaim (2022)

Raphaël Mahaim (* 31. Dezember 1983 in Lausanne; heimatberechtigt in Hauterive und Neuenburg) ist ein Schweizer Politiker (Grüne).

## Leben
Raphaël Mahaim schloss 2006 das Studium der Rechtswissenschaften an der Universität Lausanne ab und promovierte 2014 an der Universität Freiburg. 2006 schloss er an der Universität Lausanne zudem ein Bachelorstudium in Umweltwissenschaften ab. Mahaim ist Anwalt in einer Kanzlei in Lausanne und lehrt Raumplanungs- und Umweltrecht an der Universität Lausanne und der Fachhochschule Westschweiz. Er ist verheiratet, Vater von drei Kindern und lebt in Lussy-sur-Morges.

## Politik
Mahaim war von 2006 bis 2009 Mitglied des Gemeinderates (Legislative) von Echichens.
Von 2007 bis 2021 war er Mitglied des Grossen Rates des Kantons Waadt. Er war von 2007 bis 2021 Mitglied der Justizkommission und von 2012 bis 2013 Vizepräsident der Kommission zur Aufsicht über das Kantonsgericht. Von 2012 bis 2017 war Mahaim Präsident der Kommission für Aussenbeziehungen.
2022 konnte Mahaim für den zurückgetretenen Daniel Brélaz in den Nationalrat nachrutschen. Er ist Mitglied der Kommission für Rechtsfragen und der Gerichtskommission der Vereinigten Bundesversammlung.
Mahaim war 2006 bis 2011 Co-Präsident der Grünen des Bezirks Morges und von 2012 bis 2013 Vizepräsident der Grünen Waadt.